# Zhang (Jiajing)
Zhang, född ?, död 1537, var en kinesisk kejsarinna, gift med Jiajing-kejsaren. 
Zhang var dotter till en palatsvakt. Hon valdes ut till konkubin 1526 och därefter till kejsarinna. Hon avsattes och fråntogs sin ställning 1534 på grund av sin vänskap med den av kejsaren avskydda änkekejsarinnan Zhang, även om ingen formell orsak angavs. 